# Mohammed Kudus
Mohammed Kudus (Nima, Accra, 2 augustus 2000) is een Ghanees voetballer die doorgaans speelt als aanvallende middenvelder. In juli 2025 verruilde hij West Ham United voor Tottenham Hotspur. Kudus debuteerde in 2019 in het Ghanees voetbalelftal.

## Clubcarrière
Kudus speelde in Ghana voor de Right to Dream Academy, waar hij in januari 2018 opgepikt werd door FC Nordsjælland. Na een halfjaar in het tweede elftal van de Deense club maakte hij zijn debuut op 5 augustus 2018, op bezoek bij Brøndby IF. Door goals van Kamil Wilczek en Ante Erceg werd met 2–0 verloren. Kudus mocht van coach Kasper Hjulmand in de basis beginnen en hij werd in de rust gewisseld ten faveure van Andreas Skov Olsen. Zijn eerste professionele doelpunt volgde op 4 maart 2019, op bezoek bij FC Midtjylland. Na twee goals van Skov Olsen en een tegentreffer van Mads Døhr Thychosen zorgde de Ghanees op aangeven van Mathias Rasmussen voor de 1–3. Uiteindelijk werd het nog gelijk, doordat Evander da Silva Ferreira tweemaal doel trof.
In de zomer van 2020 maakte Kudus voor een bedrag van circa negen miljoen euro de overstap naar Ajax, waar hij zijn handtekening zette onder een verbintenis voor de duur van vijf seizoenen. Hij maakte zijn debuut op 20 september 2020, in de competitiewedstrijd tegen RKC Waalwijk (3–0 winst). De maand erna maakte de Ghanees zijn eerste doelpunt voor de Amsterdamse club, toen met 5–1 werd gewonnen van sc Heerenveen. Zijn debuut in de UEFA Champions League beleefde hij op 21 oktober 2020 tijdens de thuiswedstrijd tegen Liverpool. Tijdens dit duel viel hij in de openingsfase uit met een blessure aan zijn meniscus. Deze blessure hield hem tot in februari aan de kant, waarna hij het seizoen erna blessures had aan zijn enkel en ribben. Ook wanneer hij wel fit was, speelde hij niet veel.
Aan het begin van het seizoen 2022/23 wilde Kudus een transfer maken naar Everton en hij kwam niet opdagen voor de training. De transfer kwam niet rond en Kudus bleef bij Ajax. Trainer Alfred Schreuder stelde hem soms op als spits, terwijl Kudus zelf bij voorkeur als aanvallende middenvelder speelde. Voor het eerst sinds zijn komst bij Ajax kreeg hij regelmatig een basisplek, op de spitspositie, waar hij concurreerde met Brian Brobbey. Na het ontslag van Schreuder en het aantreden van trainer John Heitinga, eind januari 2023, werd hij ingezet als rechtsbuiten.
In de zomer van 2023 verkaste Kudus voor een bedrag van circa drieënveertig miljoen euro naar West Ham United, waar hij zijn handtekening zette onder een verbintenis voor de duur van vijf seizoenen, met een optie op een jaar extra. Tijdens zijn debuutseizoen in Londen kwam Kudus tot acht doelpunten in drieëndertig competitiewedstrijden. Na twee jaar maakte de Ghanees een transfer binnen de Premier League; Tottenham Hotspur betaalde zo'n 63,8 miljoen euro voor hem. Kudus tekende voor zes seizoenen bij zijn nieuwe club.

## Clubstatistieken
| Seizoen | Club              | Competitie     | Competitie | Competitie | Beker | Beker | Internationaal | Internationaal | Totaal | Totaal |
| Seizoen | Club              | Competitie     | Wed.       | Dlp.       | Wed.  | Dlp.  | Wed.           | Dlp.           | Wed.   | Dlp.   |
| ------- | ----------------- | -------------- | ---------- | ---------- | ----- | ----- | -------------- | -------------- | ------ | ------ |
| 2018/19 | FC Nordsjælland   | Superligaen    | 26         | 3          | 1     | 0     | 2              | 0              | 29     | 3      |
| 2019/20 | FC Nordsjælland   | Superligaen    | 25         | 11         | 1     | 0     | —              | —              | 26     | 11     |
| 2020/21 | Ajax              | Eredivisie     | 17         | 4          | 1     | 0     | 4              | 0              | 22     | 4      |
| 2021/22 | Ajax              | Eredivisie     | 16         | 1          | 2     | 0     | 2              | 0              | 20     | 1      |
| 2022/23 | Ajax              | Eredivisie     | 30         | 11         | 4     | 2     | 8              | 5              | 42     | 18     |
| 2023/24 | Ajax              | Eredivisie     | 2          | 1          | 0     | 0     | 1              | 3              | 3      | 4      |
| 2023/24 | West Ham United   | Premier League | 33         | 8          | 3     | 1     | 9              | 5              | 45     | 14     |
| 2024/25 | West Ham United   | Premier League | 32         | 5          | 3     | 0     | —              | —              | 35     | 5      |
| 2025/26 | Tottenham Hotspur | Premier League | 0          | 0          | 0     | 0     | 0              | 0              | 0      | 0      |
| Totaal  | Totaal            | Totaal         | 181        | 44         | 15    | 3     | 26             | 13             | 222    | 60     |

Bijgewerkt op 11 juli 2025.

## Interlandcarrière
Kudus maakte zijn debuut in het Ghanees voetbalelftal op 14 november 2019, toen een kwalificatiewedstrijd voor het AK 2021 tegen Zuid-Afrika met 2–0 gewonnen werd. Kudus moest van bondscoach James Kwesi Appiah op de reservebank beginnen en viel in voor Alfred Duncan. Na de openingstreffer van Thomas Partey zorgde Kudus in de tweede helft voor de 2–0, ook de einduitslag. De andere debutanten dit duel waren Gideon Mensah (Zulte Waregem) en Iddrisu Baba (RCD Mallorca).
In november 2022 werd Kudus door bondscoach Otto Addo opgenomen in de voorselectie van Ghana voor het WK 2022. Tien dagen later maakte hij ook onderdeel uit van de definitieve selectie. Tijdens dit WK werd Ghana uitgeschakeld in de groepsfase na nederlagen tegen Portugal en Uruguay en een overwinning op Zuid-Korea. Kudus kwam in alle drie duels in actie en scoorde tweemaal tegen Zuid-Korea. Zijn toenmalige clubgenoten Remko Pasveer, Jurriën Timber, Steven Bergwijn, Steven Berghuis, Davy Klaassen, Daley Blind, Kenneth Taylor (allen Nederland), Edson Álvarez, Jorge Sánchez (beiden Mexico) en Dušan Tadić (Servië) waren ook actief op het toernooi.
Kudus werd in januari 2024 door bondscoach Chris Hughton opgenomen in de Ghanese selectie voor het uitgestelde Afrikaans kampioenschap 2023. Ghana werd in de groepsfase uitgeschakeld na een nederlaag tegen Kaapverdië en gelijke spelen tegen Egypte (2–2) en Mozambique (2–2). Kudus kwam in twee wedstrijden in actie en maakte beide Ghanese doelpunten tegen Egypte. Zijn toenmalige clubgenoot Nayef Aguerd (Marokko) was ook actief op het toernooi.
| Interlands van Mohammed Kudus voor Ghana | Interlands van Mohammed Kudus voor Ghana | Interlands van Mohammed Kudus voor Ghana | Interlands van Mohammed Kudus voor Ghana | Interlands van Mohammed Kudus voor Ghana | Interlands van Mohammed Kudus voor Ghana | Interlands van Mohammed Kudus voor Ghana |
| №                                        | Datum                                    | Wedstrijd                                | Uitslag                                  | Competitie                               | Goals                                    |                                          |
| Als speler bij FC Nordsjælland           | Als speler bij FC Nordsjælland           | Als speler bij FC Nordsjælland           | Als speler bij FC Nordsjælland           | Als speler bij FC Nordsjælland           | Als speler bij FC Nordsjælland           | Als speler bij FC Nordsjælland           |
| ---------------------------------------- | ---------------------------------------- | ---------------------------------------- | ---------------------------------------- | ---------------------------------------- | ---------------------------------------- | ---------------------------------------- |
| 1                                        | 14 november 2019                         | Ghana – Zuid-Afrika                      | 2 – 0                                    | AK 2021 kwalificatie                     | 80'                                      |                                          |
| 2                                        | 18 november 2019                         | Sao Tomé en Principe – Ghana             | 0 – 1                                    | AK 2021 kwalificatie                     |                                          |                                          |
| Als speler bij Ajax                      |                                          |                                          |                                          |                                          |                                          |                                          |
| 3                                        | 25 maart 2021                            | Zuid-Afrika – Ghana                      | 1 – 1                                    | AK 2021 kwalificatie                     | 49'                                      |                                          |
| 4                                        | 28 maart 2021                            | Ghana – Sao Tomé en Principe             | 3 – 1                                    | AK 2021 kwalificatie                     |                                          |                                          |
| 5                                        | 8 juni 2021                              | Marokko – Ghana                          | 1 – 0                                    | Vriendschappelijk                        |                                          |                                          |
| 6                                        | 11 juni 2021                             | Ghana – Ivoorkust                        | 0 – 0                                    | Vriendschappelijk                        |                                          |                                          |
| 7                                        | 9 oktober 2021                           | Ghana – Zimbabwe                         | 3 – 1                                    | WK 2022 kwalificatie                     | 5'                                       |                                          |
| 8                                        | 12 oktober 2021                          | Zimbabwe – Ghana                         | 0 – 1                                    | WK 2022 kwalificatie                     |                                          |                                          |
| 9                                        | 11 november 2021                         | Ethiopië – Ghana                         | 1 – 1                                    | WK 2022 kwalificatie                     |                                          |                                          |
| 10                                       | 14 november 2021                         | Ghana – Zuid-Afrika                      | 1 – 0                                    | WK 2022 kwalificatie                     |                                          |                                          |
| 11                                       | 25 maart 2022                            | Ghana – Nigeria                          | 0 – 0                                    | WK 2022 kwalificatie                     |                                          |                                          |
| 12                                       | 29 maart 2022                            | Nigeria – Ghana                          | 1 – 1                                    | WK 2022 kwalificatie                     |                                          |                                          |
| 13                                       | 1 juni 2022                              | Ghana – Madagaskar                       | 3 – 0                                    | AK 2023 kwalificatie                     | 53'                                      |                                          |
| 14                                       | 5 juni 2022                              | Centraal-Afrikaanse Republiek – Ghana    | 1 – 1                                    | AK 2023 kwalificatie                     | 17'                                      |                                          |
| 15                                       | 10 juni 2022                             | Japan – Ghana                            | 4 – 1                                    | Vriendschappelijk                        |                                          |                                          |
| 16                                       | 14 juni 2022                             | Chili – Ghana                            | 0 – 0                                    | Vriendschappelijk                        |                                          |                                          |
| 17                                       | 23 september 2022                        | Brazilië – Ghana                         | 3 – 0                                    | Vriendschappelijk                        |                                          |                                          |
| 18                                       | 27 september 2022                        | Nicaragua – Ghana                        | 0 – 1                                    | Vriendschappelijk                        |                                          |                                          |
| 19                                       | 24 november 2022                         | Portugal – Ghana                         | 3 – 2                                    | WK 2022                                  |                                          |                                          |
| 20                                       | 28 november 2022                         | Zuid-Korea – Ghana                       | 2 – 3                                    | WK 2022                                  | 34', 68'                                 |                                          |
| 21                                       | 2 december 2022                          | Ghana – Uruguay                          | 0 – 2                                    | WK 2022                                  |                                          |                                          |
| 22                                       | 23 maart 2023                            | Ghana – Angola                           | 1 – 0                                    | AK 2023 kwalificatie                     |                                          |                                          |
| 23                                       | 27 maart 2023                            | Angola – Ghana                           | 1 – 1                                    | AK 2023 kwalificatie                     |                                          |                                          |
| 24                                       | 18 juni 2023                             | Madagaskar – Ghana                       | 0 – 0                                    | AK 2023 kwalificatie                     |                                          |                                          |
| Als speler bij West Ham United           |                                          |                                          |                                          |                                          |                                          |                                          |
| 25                                       | 7 september 2023                         | Ghana – Centraal-Afrikaanse Republiek    | 2 – 1                                    | AK 2023 kwalificatie                     | 43'                                      |                                          |
| 26                                       | 12 september 2023                        | Ghana – Libanon                          | 3 – 1                                    | Vriendschappelijk                        | 59'                                      |                                          |
| 27                                       | 14 oktober 2023                          | Mexico – Ghana                           | 2 – 0                                    | Vriendschappelijk                        |                                          |                                          |
| 28                                       | 17 oktober 2023                          | Verenigde Staten – Ghana                 | 4 – 0                                    | Vriendschappelijk                        |                                          |                                          |
| 29                                       | 17 november 2023                         | Ghana – Madagaskar                       | 1 – 0                                    | WK 2026 kwalificatie                     |                                          |                                          |
| 30                                       | 21 november 2023                         | Comoren – Ghana                          | 1 – 0                                    | WK 2026 kwalificatie                     |                                          |                                          |
| 31                                       | 17 november 2023                         | Egypte – Ghana                           | 2 – 2                                    | AK 2023                                  | 45+3', 71'                               |                                          |
| 32                                       | 21 november 2023                         | Mozambique – Ghana                       | 2 – 2                                    | AK 2023                                  |                                          |                                          |
| 33                                       | 6 juni 2024                              | Mali – Ghana                             | 1 – 2                                    | WK 2026 kwalificatie                     |                                          |                                          |
| 34                                       | 10 juni 2024                             | Ghana – Centraal-Afrikaanse Republiek    | 4 – 3                                    | WK 2026 kwalificatie                     |                                          |                                          |
| 35                                       | 5 september 2024                         | Ghana – Angola                           | 0 – 1                                    | AK 2025 kwalificatie                     |                                          |                                          |
| 36                                       | 9 september 2024                         | Niger – Ghana                            | 1 – 1                                    | AK 2025 kwalificatie                     |                                          |                                          |
| 37                                       | 10 oktober 2024                          | Ghana – Soedan                           | 0 – 0                                    | AK 2025 kwalificatie                     |                                          |                                          |
| 38                                       | 15 oktober 2024                          | Soedan – Ghana                           | 2 – 0                                    | AK 2025 kwalificatie                     |                                          |                                          |
| 39                                       | 15 november 2024                         | Angola – Ghana                           | 1 – 1                                    | AK 2025 kwalificatie                     |                                          |                                          |
| 40                                       | 18 november 2024                         | Ghana – Niger                            | 1 – 2                                    | AK 2025 kwalificatie                     |                                          |                                          |
| 41                                       | 21 maart 2025                            | Ghana – Tsjaad                           | 5 – 0                                    | WK 2026 kwalificatie                     |                                          |                                          |
| 42                                       | 24 maart 2025                            | Moldavië – Ghana                         | 0 – 3                                    | WK 2026 kwalificatie                     | 58'                                      |                                          |

Bijgewerkt op 11 juli 2025.

## Erelijst
| Eredivisie | 2 | 2020/21, 2021/22 |
| KNVB Beker | 1 | 2020/21          |